# Tawang
Tawang – miasto w Indiach, w stanie Arunachal Pradesh. W 2011 roku liczyło 11 202 mieszkańców.